# Megalopodidae
Megalopodidae es una pequeña familia de coleópteros polífagos, que anteriormente estaba incluida como subfamilia en Chrysomelidae. Una de sus subfamilias, Zeugophorinae, que contiene un único género, también estuvo incluida anteriormente como subfamilia en Chrysomelidae. La familia comprende unos 30 géneros que se distribuyen por todo el mundo, principalmente en la subfamilia Megalopodinae, la mayoría es tropical.